# Collegio di Bassetlaw
Bassetlaw  è un collegio elettorale inglese situato nel Nottinghamshire, nelle Midlands Orientali, e rappresentato alla Camera dei comuni del Parlamento del Regno Unito. Elegge un membro del parlamento con il sistema first-past-the-post, ossia maggioritario a turno unico; l'attuale parlamentare è Jo White del Partito Laburista, che rappresenta il collegio dal 2024.

## Estensione
La divisione di Bassetlaw (chiamata così per via di una delle antiche centene della contea), così come creata in origine nel 1885, consisteva del borough municipale di East Retford, della divisione sessionale di Retford and Worksop e parte della divisione sessionale di Mansfield.
Nel 1918, con l'aumento delle divisioni parlamentari del Nottinghamshire da 4 a 5, la divisione di Bassetlaw conteneva il Municipal Borough di East Retford, i distretti urbani di Warsop e Worksop, e i distretti rurali di Blyth and Cuckney, Misterton and East Retford, con la parrocchia civile di Sookholme del distretto rurale di Skegby.
Nel 1950 le cinque divisioni parlamentari del Nottinghamshire furono riorganizzate in sei nuovi collegi di contea; i cambiamenti nei confini dei governi locali degli anni '30 portarono il collegio di Bassetlaw a contenere i Municipal Borough di East Retford e Worksop, il distretto urbano di Warsop e i distretti rurali di East Retford e Worksop.
I confini del collegio rimasero intatti fino al 1983, quando la città di East Retford e le aree circostanti furono trasferite nel collegio di Newark. Il collegio di Bassetlaw allora comprendeva Worksop e le aree circostanti nel distretto di Bassetlaw, oltre alla città di Warsop nel distretto di Mansfield. Non vi furono modifiche ai confini nel 1997.
Dal 1983 al 2010 il collegio comprendeva i seguenti ward del distretto di Bassetlaw: Beckingham, Blyth, Carlton, Clayworth, Everton, Harworth East, Harworth West, Hodsock, Misterton, Rampton, Ranskill, Sturton, Sutton, Welbeck, Worksop East, Worksop North, Worksop North East, Worksop North West, Worksop South, Worksop South East, insieme a due ward del distretto di Mansfield: Birklands, Meden (entrambi nell'area di Warsop). Questi ward furono trasferiti al collegio di Mansfield nel 2010.
Dal 2010 al 2024 il collegio fu costituito dai seguenti ward del distretto di Bassetlaw: Beckingham, Blyth, Carlton, Clayworth, East Retford East, East Retford North, East Retford South, East Retford West, Everton, Harworth, Langold, Misterton, Ranskill, Sturton, Sutton, Welbeck, Worksop East, Worksop North, Worksop North East, Worksop North West, Worksop South e Worksop South East.
Dal 2024 il collegio è costituito dai seguenti ward del distretto di Bassetlaw: Beckingham, Blyth, Carlton, East Retford East, East Retford North, East Retford South, East Retford West, Everton, Harworth, Langold, Misterton, Ranskill, Sutton, Welbeck, Worksop East, Worksop North, Worksop North East, Worksop North West, Worksop South e Worksop South East.

Collegio di Bassetlaw dal 1885 al 1918, raffigurato nella contea del Nottinghamshire
Collegio di Bassetlaw dal 1950 al 1983, raffigurato nella contea del Nottinghamshire
Collegio di Bassetlaw dal 1983 al 2010, raffigurato nella contea del Nottinghamshire
Collegio di Bassetlaw dal 2010 al 2024, raffigurato nella contea del Nottinghamshire

## Membri del parlamento
| Elezione | Elezione         | Deputato                | Partito            |
| -------- | ---------------- | ----------------------- | ------------------ |
|          | 1885             | William Beckett-Denison | Conservatore       |
| 1890 (S) | Frederick Milner |                         | Conservatore       |
|          | 1906             | Frank Newnes            | Liberale           |
|          | Gen 1910         | Ellis Hume-Williams     | Conservatore       |
|          | 1929             | Malcolm MacDonald       | Laburista          |
|          | 1931             | Malcolm MacDonald       | Nazional Laburista |
|          | 1935             | Fred Bellenger          | Laburista          |
| 1968 (S) | Joe Ashton       |                         | Laburista          |
| 2001     | John Mann        |                         | Laburista          |
|          | 2019             | Brendan Clarke-Smith    | Conservatore       |
|          | 2024             | Jo White                | Laburista          |

## Elezioni

### Elezioni negli anni 2020
| Partito                    | Partito                                           | Candidato                  | Risultati 4 luglio 2024 | Risultati 4 luglio 2024 |
| Partito                    | Partito                                           | Candidato                  | Voti                    | %                       |
| -------------------------- | ------------------------------------------------- | -------------------------- | ----------------------- | ----------------------- |
|                            | Laburista                                         | Jo White                   | 18 476                  | 41,17                   |
|                            | Conservatore                                      | Brendan Clarke-Smith       | 12 708                  | 28,32                   |
|                            | Reform UK                                         | Frank Ward                 | 9 751                   | 21,73                   |
|                            | Lib Dem                                           | Helen Tamblyn-Saville      | 1 996                   | 4,45                    |
|                            | Verdi                                             | Rachel Reeves              | 1 947                   | 4,34                    |
|                            |                                                   |                            |                         |                         |
| Iscritti                   | Iscritti                                          | Iscritti                   | 78 173                  | 100,00                  |
| ↳ Votanti (% su iscritti)  | ↳ Votanti (% su iscritti)                         | ↳ Votanti (% su iscritti)  | 44 878                  | 57,41                   |
| ↳ Astenuti (% su iscritti) | ↳ Astenuti (% su iscritti)                        | ↳ Astenuti (% su iscritti) | 33 295                  | 42,59                   |
|                            |                                                   |                            |                         |                         |
|                            | Esito: collegio passa da Conservatore a Laburista |                            |                         |                         |

### Elezioni negli anni 2010
| Partito                    | Partito                                           | Candidato                  | Risultati 12 dicembre 2019 | Risultati 12 dicembre 2019 |
| Partito                    | Partito                                           | Candidato                  | Voti                       | %                          |
| -------------------------- | ------------------------------------------------- | -------------------------- | -------------------------- | -------------------------- |
|                            | Conservatore                                      | Brendan Clarke-Smith       | 28 078                     | 55,23                      |
|                            | Laburista                                         | Keir Morrison              | 14 065                     | 27,66                      |
|                            | Brexit                                            | Debbie Soloman             | 5 366                      | 10,55                      |
|                            | Lib Dem                                           | Helen Tamblyn-Saville      | 3 332                      | 6,55                       |
|                            |                                                   |                            |                            |                            |
| Iscritti                   | Iscritti                                          | Iscritti                   | 80 024                     | 100,00                     |
| ↳ Votanti (% su iscritti)  | ↳ Votanti (% su iscritti)                         | ↳ Votanti (% su iscritti)  | 50 841                     | 63,53                      |
| ↳ Astenuti (% su iscritti) | ↳ Astenuti (% su iscritti)                        | ↳ Astenuti (% su iscritti) | 29 183                     | 36,47                      |
|                            |                                                   |                            |                            |                            |
|                            | Esito: collegio passa da Laburista a Conservatore |                            |                            |                            |

| Partito                    | Partito                                | Candidato                  | Risultati 8 giugno 2017 | Risultati 8 giugno 2017 |
| Partito                    | Partito                                | Candidato                  | Voti                    | %                       |
| -------------------------- | -------------------------------------- | -------------------------- | ----------------------- | ----------------------- |
|                            | Laburista                              | John Mann                  | 27 467                  | 52,57                   |
|                            | Conservatore                           | Annette Simpson            | 22 615                  | 43,28                   |
|                            | Lib Dem                                | Leon Duveen                | 1 154                   | 2,21                    |
|                            | Indipendente                           | Nigel Turner               | 1 014                   | 1,94                    |
|                            |                                        |                            |                         |                         |
| Iscritti                   | Iscritti                               | Iscritti                   | 78 571                  | 100,00                  |
| ↳ Votanti (% su iscritti)  | ↳ Votanti (% su iscritti)              | ↳ Votanti (% su iscritti)  | 52 250                  | 66,50                   |
| ↳ Astenuti (% su iscritti) | ↳ Astenuti (% su iscritti)             | ↳ Astenuti (% su iscritti) | 26 321                  | 33,50                   |
|                            |                                        |                            |                         |                         |
|                            | Esito: collegio confermato a Laburista |                            |                         |                         |

| Partito                    | Partito                                | Candidato                  | Risultati 7 maggio 2015 | Risultati 7 maggio 2015 |
| Partito                    | Partito                                | Candidato                  | Voti                    | %                       |
| -------------------------- | -------------------------------------- | -------------------------- | ----------------------- | ----------------------- |
|                            | Laburista                              | John Mann                  | 23 965                  | 48,62                   |
|                            | Conservatore                           | Sarah Downes               | 15 122                  | 30,68                   |
|                            | UKIP                                   | Dave Scott                 | 7 865                   | 15,96                   |
|                            | Lib Dem                                | Leon Duveen                | 1 331                   | 2,70                    |
|                            | Verdi                                  | Kristopher Wragg           | 1 006                   | 2,04                    |
|                            |                                        |                            |                         |                         |
| Iscritti                   | Iscritti                               | Iscritti                   | 77 498                  | 100,00                  |
| ↳ Votanti (% su iscritti)  | ↳ Votanti (% su iscritti)              | ↳ Votanti (% su iscritti)  | 49 289                  | 63,60                   |
| ↳ Astenuti (% su iscritti) | ↳ Astenuti (% su iscritti)             | ↳ Astenuti (% su iscritti) | 28 209                  | 36,40                   |
|                            |                                        |                            |                         |                         |
|                            | Esito: collegio confermato a Laburista |                            |                         |                         |

| Partito                    | Partito                                | Candidato                  | Risultati 6 maggio 2010 | Risultati 6 maggio 2010 |
| Partito                    | Partito                                | Candidato                  | Voti                    | %                       |
| -------------------------- | -------------------------------------- | -------------------------- | ----------------------- | ----------------------- |
|                            | Laburista                              | John Mann                  | 25 018                  | 50,46                   |
|                            | Conservatore                           | Keith Girling              | 16 803                  | 33,89                   |
|                            | Lib Dem                                | David Dobbie               | 5 570                   | 11,24                   |
|                            | UKIP                                   | Andrea Hamilton            | 1 779                   | 3,59                    |
|                            | Indipendente                           | Graham Whitehurst          | 407                     | 0,82                    |
|                            |                                        |                            |                         |                         |
| Iscritti                   | Iscritti                               | Iscritti                   | 76 507                  | 100,00                  |
| ↳ Votanti (% su iscritti)  | ↳ Votanti (% su iscritti)              | ↳ Votanti (% su iscritti)  | 49 577                  | 64,80                   |
| ↳ Astenuti (% su iscritti) | ↳ Astenuti (% su iscritti)             | ↳ Astenuti (% su iscritti) | 26 930                  | 35,20                   |
|                            |                                        |                            |                         |                         |
|                            | Esito: collegio confermato a Laburista |                            |                         |                         |

### Elezioni negli anni 2000
| Partito                    | Partito                                | Candidato                  | Risultati 5 maggio 2005 | Risultati 5 maggio 2005 |
| Partito                    | Partito                                | Candidato                  | Voti                    | %                       |
| -------------------------- | -------------------------------------- | -------------------------- | ----------------------- | ----------------------- |
|                            | Laburista                              | John Mann                  | 22 847                  | 56,63                   |
|                            | Conservatore                           | Jonathan Sheppard          | 12 010                  | 29,77                   |
|                            | Lib Dem                                | David Dobbie               | 5 485                   | 13,60                   |
|                            |                                        |                            |                         |                         |
| Iscritti                   | Iscritti                               | Iscritti                   | 69 435                  | 100,00                  |
| ↳ Votanti (% su iscritti)  | ↳ Votanti (% su iscritti)              | ↳ Votanti (% su iscritti)  | 40 342                  | 58,10                   |
| ↳ Astenuti (% su iscritti) | ↳ Astenuti (% su iscritti)             | ↳ Astenuti (% su iscritti) | 29 093                  | 41,90                   |
|                            |                                        |                            |                         |                         |
|                            | Esito: collegio confermato a Laburista |                            |                         |                         |

| Partito                    | Partito                                | Candidato                  | Risultati 7 giugno 2001 | Risultati 7 giugno 2001 |
| Partito                    | Partito                                | Candidato                  | Voti                    | %                       |
| -------------------------- | -------------------------------------- | -------------------------- | ----------------------- | ----------------------- |
|                            | Laburista                              | John Mann                  | 21 506                  | 55,29                   |
|                            | Conservatore                           | Alison Holley              | 11 758                  | 30,23                   |
|                            | Lib Dem                                | Neil Taylor                | 4 942                   | 12,71                   |
|                            | Laburista Socialista                   | Kevin Meloy                | 689                     | 1,77                    |
|                            |                                        |                            |                         |                         |
| Iscritti                   | Iscritti                               | Iscritti                   | 68 477                  | 100,00                  |
| ↳ Votanti (% su iscritti)  | ↳ Votanti (% su iscritti)              | ↳ Votanti (% su iscritti)  | 38 895                  | 56,80                   |
| ↳ Astenuti (% su iscritti) | ↳ Astenuti (% su iscritti)             | ↳ Astenuti (% su iscritti) | 29 582                  | 43,20                   |
|                            |                                        |                            |                         |                         |
|                            | Esito: collegio confermato a Laburista |                            |                         |                         |

## Risultati dei referendum
|             | Collegio  | Lasciare UE % | Rimanere in UE % |
| ----------- | --------- | ------------- | ---------------- |
|             | Bassetlaw | 68,3%         | 31,7%            |
| Inghilterra | 53,3%     | 46,7%         |                  |
| Regno Unito | 51,9%     | 48,1%         |                  |